# François De Deken
Pour les articles homonymes, voir De Deken.
François De Deken, né le 11 septembre 1912 et mort le 24 janvier 2004, est un footballeur international belge actif durant les années 1930 et 1940. Il occupe le poste d'attaquant.

## Carrière
Après un an au Schoten SK, François De Deken part terminer sa formation dans les équipes de jeunes du Royal Antwerp Football Club avec ses quatre frères Louis, Henri, Albert et Carlo. Il dispute son premier match avec l'équipe première le 8 janvier 1933 mais joue ensuite très peu durant ses trois premières saisons avec les adultes. À partir de la saison 1935-1936, il est aligné plus régulièrement et gagne sa place de titulaire, inscrivant huit buts en 25 matches de championnat. Ses bonnes performances lui valent d'être appelé en équipe nationale belge en mars 1936 pour disputer un match amical contre la France. Il joue encore un an à l'Antwerp puis, accompagné de ses quatre frères, quitte le club et rejoint les Antwerpse Boys, une équipe affiliée à la Vlaamsche Voetbalbond, une fédération régionale rivale de l'Union belge.
En 1941, toute la famille De Deken déménage dans le Hainaut et, à l'exception de l'aîné Louis, les frères rejoignent tous les rangs de l'Olympic Charleroi. Ses frères Henri et Carlo mettent un terme à leur carrière durant la Seconde Guerre mondiale pour se reconvertir dans l'industrie mais François continue à jouer pour l'Olympic jusqu'en 1947. Il quitte alors le club pour retourner dans la région anversoise et rejoint les rangs de l'OLSE Merksem, rétrogradé un an plus tôt vers les séries provinciales. Il y joue durant quatre ans et après avoir permis à son équipe de décrocher la montée vers la Promotion en 1951, il décide de mettre un terme à sa carrière de joueur.

## Statistiques
| Saison                | Club                  | Championnat           | Championnat | Championnat | Coupe(s) nationale(s) | Coupe(s) nationale(s) | Total | Total |
| Saison                | Club                  | Division              | M.          | B.          | M.                    | B.                    | M.    | B.    |
| 1932-1933             | Antwerp FC            | Division 1            | 6           | 2           | 0                     | 0                     | 6     | 2     |
| 1933-1934             | Antwerp FC            | Division 1            | 5           | 3           | 0                     | 0                     | 5     | 3     |
| 1934-1935             | Antwerp FC            | Division 1            | 10          | 5           | 0                     | 0                     | 10    | 5     |
| 1935-1936             | Antwerp FC            | Division 1            | 25          | 8           | 0                     | 0                     | 25    | 8     |
| 1936-1937             | Antwerp FC            | Division 1            | 15          | 12          | 0                     | 0                     | 15    | 12    |
| 1941-1942             | Olympic Charleroi     | Division 1            | -           | -           | 0                     | 0                     | 0     | 0     |
| 1942-1943             | Olympic Charleroi     | Division 1            | -           | -           | 0                     | 0                     | 0     | 0     |
| 1943-1944             | Olympic Charleroi     | Division 1            | -           | -           | 0                     | 0                     | 0     | 0     |
| 1945-1946             | Olympic Charleroi     | Division 1            | -           | -           | 0                     | 0                     | 0     | 0     |
| 1946-1947             | Olympic Charleroi     | Division 1            | -           | -           | 0                     | 0                     | 0     | 0     |
| 1947-1948             | OLSE Merksem          | 1re prov.             | -           | -           | 0                     | 0                     | 0     | 0     |
| 1948-1949             | OLSE Merksem          | 1re prov.             | -           | -           | 0                     | 0                     | 0     | 0     |
| 1949-1950             | OLSE Merksem          | 1re prov.             | -           | -           | 0                     | 0                     | 0     | 0     |
| 1950-1951             | OLSE Merksem          | 1re prov.             | -           | -           | 0                     | 0                     | 0     | 0     |
| Total sur la carrière | Total sur la carrière | Total sur la carrière | 61          | 30          | 0                     | 0                     | 61    | 30    |

## Carrière internationale
François De Deken compte une convocation et un match joué en équipe nationale belge. Celui-ci a lieu le 8 mars 1936 en France et se solde par une défaite 3-0.
Le tableau ci-dessous reprend toutes les sélections de François De Deken. Le score de la Belgique est toujours indiqué en gras.
| Date       | Compétition  | Adversaire | Lieu     | Score | Remarque |
| ---------- | ------------ | ---------- | -------- | ----- | -------- |
| 08/03/1936 | Match amical | France     | Colombes | 3-0   |          |